# 沃克·莱利
沃克·莱利（英語：Walker Railey，1947年6月25日—）是美国前宗教牧师，他是总部设在达拉斯的第一联合卫理公会教堂的高级牧师。他因谋杀妻子未遂而受审。虽然他在刑事法庭被无罪释放，但民事法庭判他赔偿1800万美元。

## 早年生活
莱利于1947年6月25日出生在肯塔基州的欧文斯伯勒，是三个孩子中最大的一个，他们的父母是钣金工人切斯特和他的妻子弗吉尼亚。尽管他的父母都是酒鬼，但莱利从不喝酒或抽烟。17岁时，他在西肯塔基大学主修历史，撰写并发表了第一次布道。在范德比尔特神学院学习了一年之后，莱利搬到了达拉斯，进入南卫理公会大学的帕金斯神学院学习。1971年8月，他与同样就读于南方卫理公会大学的音乐家玛格丽特·艾伦·佩吉结婚。

## 生涯
莱利在1973年完成了他的博士学位，并继续在俄克拉荷马州担任牧师。1980年，他被任命为达拉斯第一联合卫理公会教堂的高级牧师，该教会被称为“全国的卫理公会母教会”，他之前在那里担任副牧师。1984年，他率领北德克萨斯会议代表团参加了每四年举行一次的联合卫理公会全国大会。尽管他“身材矮小且秃顶”，莱利却是一位魅力非凡的演说家，他的领导使教会成员数量上升。据报道，身为高级牧师的莱利每年能挣10万美元。他经常反对种族主义，这显然导致他受到白人至上主义者的死亡威胁。1987年4月19日，在他的复活节布道中，根据安保人员的建议，莱利穿了一件防弹背心。然而，联邦调查局随后的调查表明，这些匿名威胁信是莱利自己写的。

## 案件經過

### 背景
1987年4月22日凌晨12点43分，莱利报警说，他发现妻子昏迷不醒地躺在位于达拉斯高地湖的家中车库中。她被紧急送往长老会医院，医生診斷由於因為長時間的窒息，導致腦部缺氧，成為了植物人。据负责调查她的案件的斯坦·麦克尼尔侦探说，沃克·莱利在医院里“出奇地平静”。他最初声称在袭击发生时他在南卫理公会大学图书馆，但后来又说他实际上和他的情人，临床心理学家露西·古德里奇·帕皮隆在一起。人们认为佩吉·莱利遭到了白人至上主义者的袭击，周末数百名莱利的支持者聚集在医院外。4月30日，莱利因用药过量在医院自杀未遂，他在遗书中写道:“我的灵魂深处有一个恶魔……终于占了上风。”1987年7月，莱利在大陪审团面前作证，43次援引《第五修正案》赋予他的权利。1987年9月初，莱利从教会辞职，并将孩子瑞安（1981年出生）和梅根（1983年出生）的监护权交给了他的朋友约翰·亚林顿和黛安·亚林顿。1987年11月，莱利和帕皮隆搬到了加州。1991年左右，他加入了总部位于洛杉矶的伊曼努尔长老会，担任行政行政官。

### 民事审判
1988年，佩吉·莱利的父母比尔和比利·乔·尼科莱对沃克·莱利提起民事诉讼，但沃克拒绝回应。审判持续了一天，法官约翰·惠廷顿判决向这家人赔偿1800万美元的损失。然而，莱利宣布破产，和解被搁置。1997年2月，双方同意莱利与妻子离婚，并每两周支付她一次赡养费，为期20年。

### 刑事审判
尽管莱利仍然是他妻子谋杀未遂的唯一嫌疑人，但由于证据不足，警方没有对他提出指控。然而，1992年8月，随着DNA证据的出现，莱利被逮捕，并被正式指控谋杀妻未遂。对沃克·莱利的刑事审判于1993年3月23日开始。法官帕特·麦克道尔主持了审判。由于受到媒体的广泛报道，审判从达拉斯转移到了圣安东尼奥。整个审判过程在有线电视频道Court TV上播出，该频道在审判期间在达拉斯获得了最高的收视率。1993年4月17日，由七名女性和三名男性组成的陪审团裁定莱利所有被指控的罪名不成立。

### 余波
1993年10月，莱利在洛杉矶瑞西达的一家养老院做了一次无薪演讲，他在演讲中哀叹道:“每次宗教丑闻登上头条，神职人员的数量就会下跌。”1996年底，他与帕皮隆分手，并于1998年4月与寡妇唐娜·贝瑞结婚。佩吉·莱利的余生都无法自理。2011年12月25日，她在德克萨斯州泰勒市的一家养老院去世，享年63岁。